# Malmöfjord
Malmöfjord este o arie protejată (arie specială de conservare — SAC, sit de importanță comunitară — SCI) din Suedia întinsă pe o suprafață de 699,2 ha, integral pe uscat.

## Localizare
Centrul sitului Malmöfjord este situat la coordonatele 58°17′12″N 11°21′28″E / 58.2867°N 11.3577°E.

## Înființare
Situl Malmöfjord a fost declarat sit de importanță comunitară în iulie 2008 pentru a proteja 1 specie de animale. Situl a fost protejat și ca arie specială de conservare în decembrie 2017.

## Biodiversitate
Situată în ecoregiunile boreală, continentală și marină Atlantică, aria protejată conține 1 habitat natural: Recifuri.
La baza desemnării sitului se află o specie protejată de  mamifere: focă obișnuită (Phoca vitulina).